# Les Cars
Les Cars is een gemeente in het Franse departement Haute-Vienne (regio Nouvelle-Aquitaine) en telt 615 inwoners (2004). De plaats maakt deel uit van het arrondissement Limoges.

## Geografie
De oppervlakte van Les Cars bedraagt 16,7 km², de bevolkingsdichtheid is 36,8 inwoners per km².
De onderstaande kaart toont de ligging van Les Cars met de belangrijkste infrastructuur en aangrenzende gemeenten.

## Demografie
Onderstaande figuur toont het verloop van het inwonertal (bron: INSEE-tellingen).

## Geschiedenis
Eind 11e eeuw gaf Ramnulphe de Lastours, Heer van Flavignac, aan de abdij Saint-Martial van Limoges, het landgoed "villa van Quadris", het latere Les Cars, dat lag in de bossen van de grote parochie Flavignac. Er schijnt toen al een kapel Sainte-Marie-Madeleine gestaan te hebben. De abdij stichtte er een priorij die al begin 12e eeuw vermeld werd.
Rond 1280 sterft het huis van Flavignac uit,m en dit bevordert de vorming van een heerlijkheid Les Cars. Het kasteel, dat aanvankelijk slechts een versterkte woning vlak bij de priorij was, werd in de 15e-16e eeuw vergroot tot een rijk Renaissancekasteel, dat vervolgens tijdens de godsdienstoorlogen versterkt werd. Het kasteel is tijdens de Franse Revolutie in 1798 geplunderd en verwoest. Er resten slechts ruïnes met nog een zaal, waarin de beeldhouwwerken die het kasteel versierden, zijn tentoongesteld.
De kerk, van oorsprong romaans, is in de 15e eeuw geheel vernieuwd en kreeg toen een gotisch schip. De kerk had in de 17e eeuw een interessante relikwie verworven: een stukje van het "echte kruis van Christus"; de relikwie is in 1905 bij de scheiding van kerk en staat in Frankrijk door bewoners in veiligheid gebracht, maar de prachtige reliekschrijn uit de 13e eeuw staat er nog steeds. De relikwie zelf heeft een ook rijk versierde nieuwe reliekschrijn gekregen, die echter niet geëxposeerd is.
De Franse schrijver Guy des Cars is een afstammeling van de familie des Cars.
De Dronne ontspringt in de heuvels boven Les Cars.

## Afbeeldingen

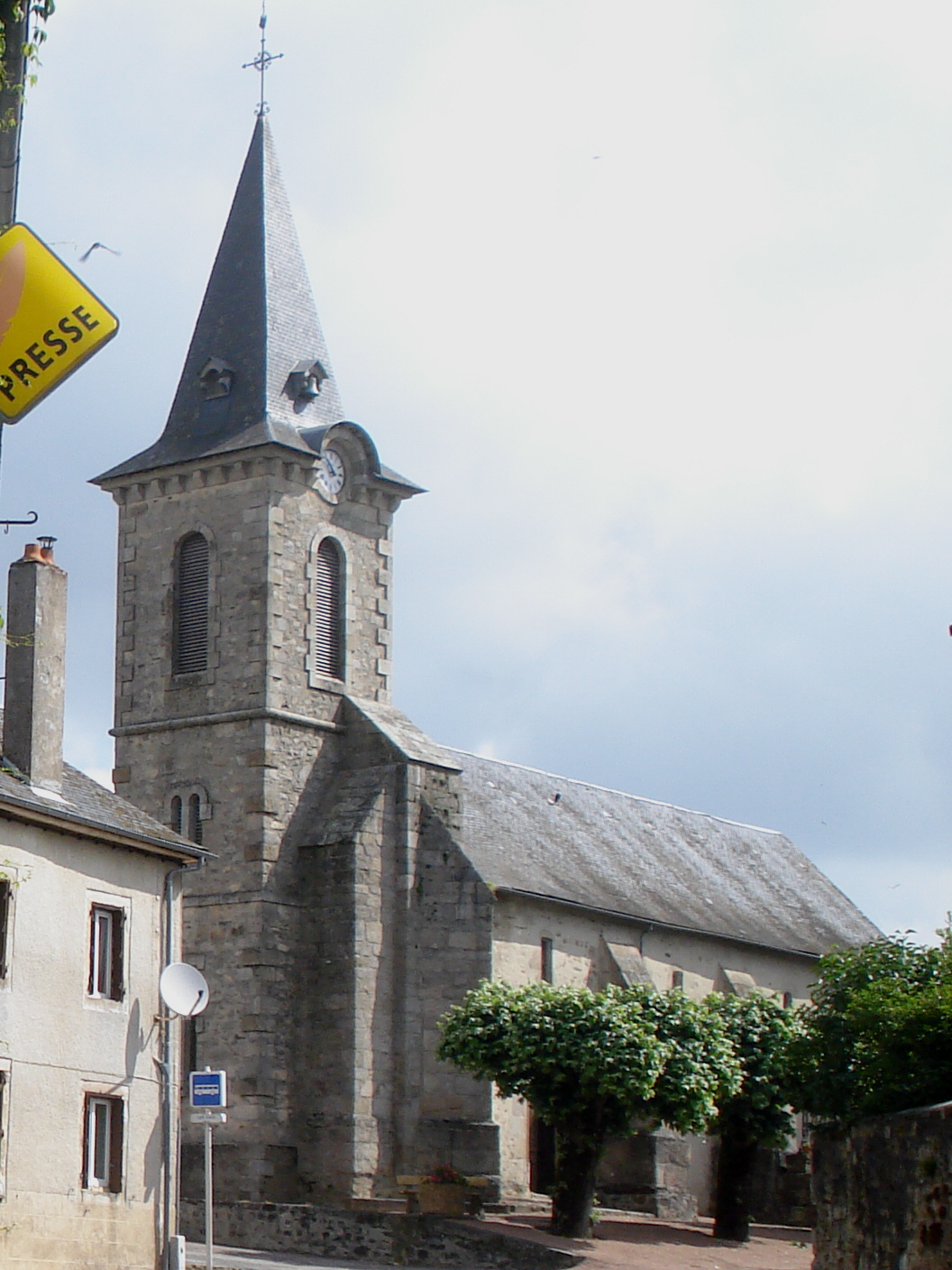
De kerk van Les Cars
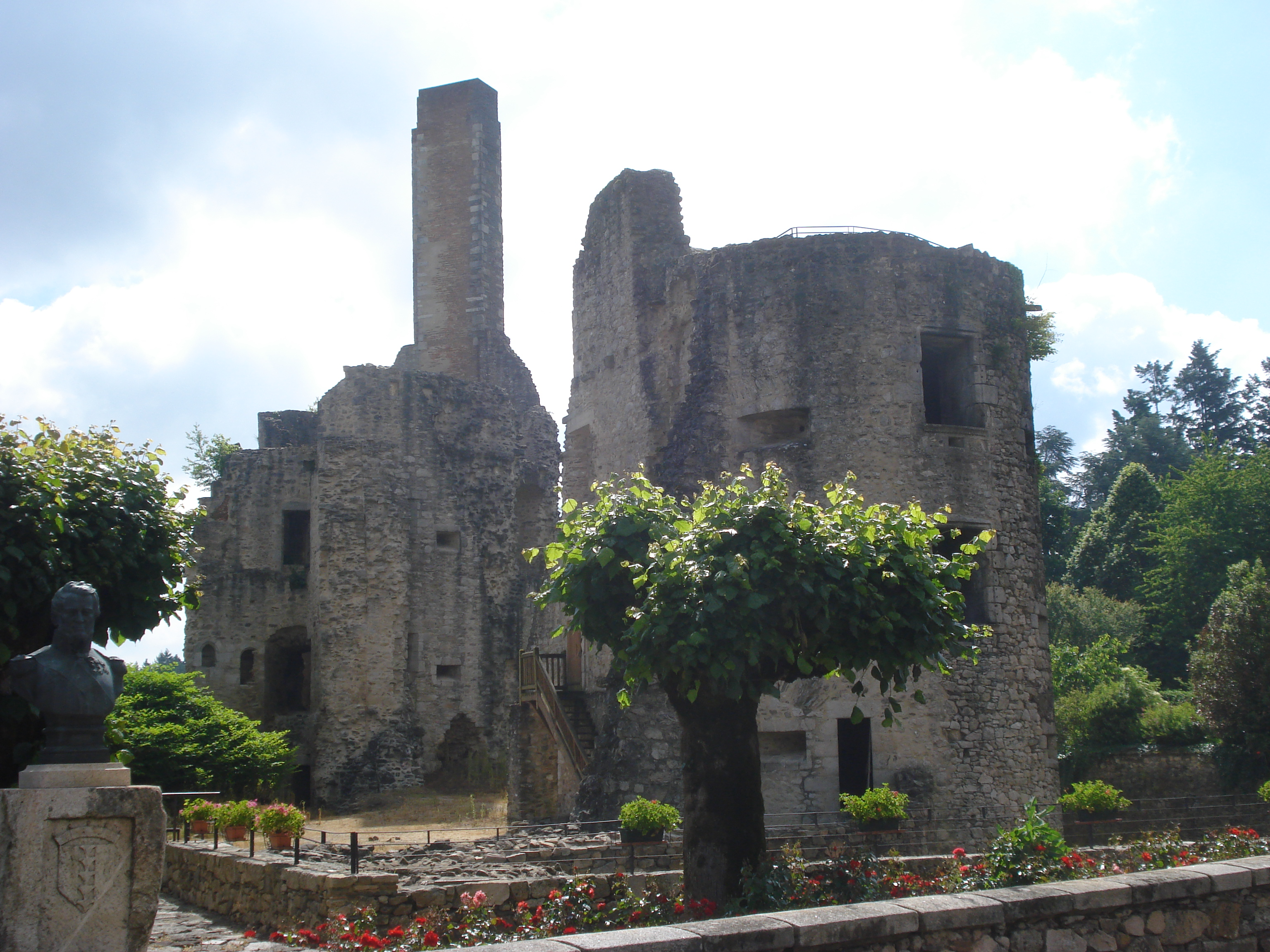
Ruïnes van het kasteel van Les Cars
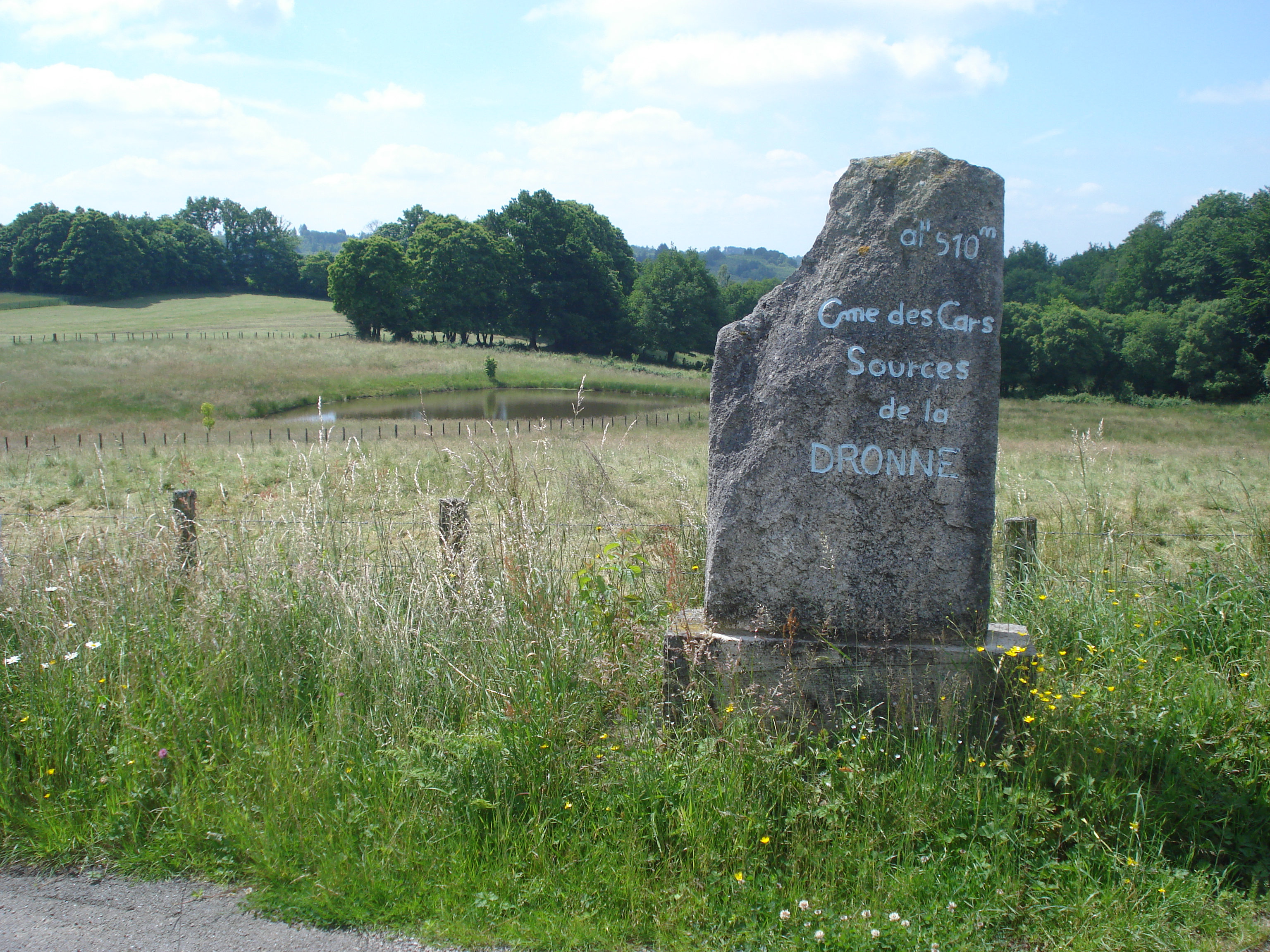
Gedenksteen bij de bron van de Dronne